# Colpi di luce
Colpi di luce è un film del 1985 diretto da Enzo G. Castellari.

## Trama
Uno scienziato pazzo utilizza un raggio disintegratore di sua invenzione per seminare morte e distruzione nella città di San Francisco e continuera' la sua opera se non verranno accolte le sue richieste. A fermarlo sarà un coraggioso ispettore di Polizia.

## Accoglienza

### Critica
(Il Tempo, 1º settembre 1985)
(Andrea Bosco, il Giornale, 3 settembre 1985)
(Fabio Ferzetti, Il Messaggero, 5 settembre 1985)